# Anton Julen
Anton Julen, född 20 februari 1898 i Zermatt i Valais, död där i april 1982, var en schweizisk längdskidåkare. Vid olympiska vinterspelen 1924 i Chamonix deltog han i militärpatrull och ingick i det schweiziska laget som tog guld. Han var även korpral i den schweiziska armén.
Han var bror till Alfons Julen och kusin till Simon Julen.